# Animal Magic (album de The Blow Monkeys)
Pour les articles homonymes, voir Animal Magic.
 (février 2017).
Si vous disposez d'ouvrages ou d'articles de référence ou si vous connaissez des sites web de qualité traitant du thème abordé ici, merci de compléter l'article en donnant les références utiles à sa vérifiabilité et en les liant à la section « Notes et références ».
Albums de The Blow Monkeys
Limping For A Generation
(1984) She Was Only A Grocer's Daughter
(1987)
Singles
1. Forbidden fruit
Sortie : 1985
2. Digging your scene
Sortie : 1986
3. Wicked ways
Sortie : 1986
4. Don't be scared of me
Sortie : 1986

Animal Magic est le deuxième album du groupe de musique pop, new wave britannique The Blow Monkeys, sorti en 1986.
Il permet au groupe leur percée commerciale après leur premier album, Limping for a Generation, qui avait été acclamé par la critique mais n'avait été vendu que modestement.
En 2012, Cherry Red annonce la sortie d'une édition "deluxe" 2 CD avec un disque bonus entier de démos et de faces B précédemment non éditées.

## Liste des titres

### Éditions originales, 1986
| A1. | Digging your scene      | 4:13 |
| A2. | Animal magic            | 3:07 |
| A3. | Wicked ways             | 4:14 |
| A4. | Sweet murder            | 6:31 |
| A5. | Aeroplane city lovesong | 4:52 |

| Face B | Face B                          | Face B | Face B | Face B | Face B | Face B | Face B | Face B | Face B |
| No     | Titre                           | Durée  |        |        |        |        |        |        |        |
| ------ | ------------------------------- | ------ | ------ | ------ | ------ | ------ | ------ | ------ | ------ |
| B1.    | I nearly died laughing          | 3:36   |        |        |        |        |        |        |        |
| B2.    | Don't be scared of me           | 3:29   |        |        |        |        |        |        |        |
| B3.    | Burn the rich                   | 4:17   |        |        |        |        |        |        |        |
| B4.    | I backed a winner (in you)      | 2:39   |        |        |        |        |        |        |        |
| B5.    | Forbidden fruit                 | 3:59   |        |        |        |        |        |        |        |
| B6.    | Heaven is a place I'm moving to | 3:05   |        |        |        |        |        |        |        |
| 44:17  |                                 |        |        |        |        |        |        |        |        |

Titre bonus
Sur l'édition cassette audio (Allemagne et États-Unis, 1986), un titre bonus est ajouté en piste A6 ; sur le CD produit la même année, toujours en Allemagne, ce titre s'intercale en piste no 6.
| A6.   | Walking the blue beat | 4:10 |
| 48:20 |                       |      |

Vidéo bonus
Une réédition CD japonaise du 20 août 2008 (éditée par BMG Japan et RCA) inclus les 11 titres de l'édition originale ainsi qu'une vidéo bonus.
| No  | Titre                                     | Durée |
| --- | ----------------------------------------- | ----- |
| 12. | Digging Your Scene (Enhanced Video Track) | 3:05  |

### Réédition remastérisée, 2012
Le 26 novembre 2012, le label indépendant londonien Cherry Red réédite une version "deluxe" remastérisée de l'album en double-CD, incluant 7 titres "face B" des singles et EP originaux (1985-1986), le deuxième CD se compose également de faces B, versions démo, remixes ainsi que de 8 titres inédits.
| 1.  | Digging your scene              | 4:14 |
| 2.  | Animal magic                    | 3:07 |
| 3.  | Wicked ways                     | 4:14 |
| 4.  | Sweet murder                    | 6:32 |
| 5.  | Aeroplane city lovesong         | 4:54 |
| 6.  | I nearly died laughing          | 3:38 |
| 7.  | Don't be scared of me           | 3:30 |
| 8.  | Burn the rich                   | 4:17 |
| 9.  | I backed a winner (in you)      | 2:40 |
| 10. | Forbidden fruit                 | 4:01 |
| 11. | Heaven is a place I'm moving to | 3:08 |

| 12. | My America                        | 4:07 |
| 13. | Walking the blue beat             | 4:12 |
| 14. | Digging your scene (Scat mix)     | 5:23 |
| 15. | Sweet murder (Eek-A-mix)          | 6:11 |
| 16. | Superfly                          | 4:25 |
| 17. | Digging your scene (Instrumental) | 5:31 |
| 18. | Wicked ways (Instrumental)        | 5:02 |

Notes
- Titre no 12 : Face B de Forbidden fruit (RCA PB 40331, 1985)
- Titre no 13 : Face B de Wicked ways (RCA MONK 2, 1986)
- Titre no 14 : Face B de Wicked ways double 7" (RCA MONKD 2, 1986)
- Titre no 15 : Face B de Forbidden fruit 12" (RCA PT 40334, 1985)
- Titre no 16 : Face B de Don't be scared of me (RCA MONK 3, 1986)
- Titre no 17 : Face B 12" (RCA RPS-1027 (JP), 1986)
- Titre no 18 : Face B 12" (RCA PW 14424 (U.S.), 1986)

| 1.  | Digging your scene (original version: Pete Wilson mix)       | 5:20 |
| 2.  | Aeroplane city lovesong (Pete Wilson remix)                  | 4:43 |
| 3.  | Guess I love her now (demo)                                  | 3:38 |
| 4.  | Forbidden fruit (demo)                                       | 4:49 |
| 5.  | Animal magic (demo)                                          | 3:13 |
| 6.  | Wicked ways (demo)                                           | 4:36 |
| 7.  | I nearly died laughing (demo)                                | 4:26 |
| 8.  | Sweet murder (demo)                                          | 8:00 |
| 9.  | Digging your scene (Long version)                            | 6:27 |
| 10. | Wicked ways (Long version)                                   | 6:19 |
| 11. | Don't be scared of me (Extended)                             | 5:58 |
| 12. | Sweet murder (The smile on her face) (Extended version)      | 5:26 |
| 13. | Digging your scene (Phil Harding remix)                      | 7:39 |
| 14. | Sweet murder (The smile on her face) (Murderess dub version) | 7:41 |

Notes
- Les titres no 1 à no 8 sont auparavant inédits.
- Titre no 9 : Face A 12" (RCA MONK T1, 1986)
- Titre no 10 : Face A 12" (RCA MONK T2, 1986)
- Titre no 11 : Face A 12" (RCA MONK T3, 1986)
- Titre no 12 : Face A 12" promo (RCA 5775-1-RDAB (U.S.), 1985)
- Titre no 13 : Face A 10" (RCA MONK Y1, 1986)
- Titre no 14 : Face B 12" promo (RCA 5775-1-RDAB (U.S.), 1985)

## Crédits

### Membres du groupe
- Dr Robert : paroles et musique, chant, guitare électrique (titres 1 à 9), guitare acoustique (titres 2, 4 à 10 et 12)
- Neville Henry : saxophone ténor (titres 1 à 8 et 11), saxophone alto (titres 2, 5, 8)
- Mick Anker : basse (titres 1 à 8 et 11), contrebasse (titres 9, 12)
- Tony Kiley : batterie (titres 1 à 9 et 11)

### Musiciens additionnels
- Luis Jardim : percussion (titre 1, 4, 5)
- Peter Wilson : claviers (titres 1, 8), honk box, arrangement des cuivres (titre 4), machine à cordes (titre 6), orgue Hammond (titre 7), piano barroom et chœurs (titre 9)
- Eek-A-Mouse : chant (titre 4)
- Guy Barker : trompette (titre 5, 7, 11)
- Morris Micheals : chœurs (titre 6)
- Joe Brown : guitare slide (titre 9)
- The Demon Barbers : chœurs (titre 10)
- Mickey Finn : bongos (titre 11)
- Dick Morrissey : saxophone soprano (titre 12)
- Dixie Peach, Morris Michael : chœurs (titre 1)
- Sylvia Mason-James : chœurs (titres 2 à 8, 11 et 12)
- Mary Cassidy : chœurs (titres 2, 4, 5, 7, 8, 11, 12)
- Bernita Turner : chœurs (titres 2, 8, 12)
- Yogi, Morris Michael : chœurs (titre 3)
- Vicky St. James : chœurs (titres 4, 5, 7, 11)

### Technique et production
- Peter Wilson: production (sauf titres 3 et 6), arrangement des cuivres (sauf titre 12)
- Dr. Robert, Adam Mosely : production (titres 3 et 6)
- Michael Baker : mixage (titre 3), enregistrement additionnel et mixage (titre 1)
- John Mealing : arrangement des cordes (titre 12)
- Axel Kroell : programmation de batterie
- Mainartery : direction artistique et design
- Ian Thomas : photographie